# Blommedal
Blommedal är en herrgård i Motala kommun (Västra Ny socken), Östergötlands län, 1 mil norr om Motala.
Den gamla huvudbyggnaden från 1640-talet kvarstår tillsammans med en nyuppförd från 1870-talet. Blommedal ägdes från mitten av 1600-talet till 1788 av släkten Rothkirch och har därefter växlat ägare.

## Historik
Blommedal var ett säteri i Västra Ny socken, Aska Härad. Gården ägdes under 1600-talet av greve Johan Oxenstierna och landshövdingen Hans Rotkirch. Den ärvdes därefter av Rotkirchs änka Margareta Andersdotter Oxehufvud. Gården ägdes därefter av kapten Henrik Rotkirch, som var ägare till hela egendomen 1687. Kapten Rotkirchs arvingar ärvde därefter gården och senare sonsonen kornetten Carl Gabriel Rotkirch. Gården ärvdes därefter av hans mågar, majoren Per Gustaf Pfeiff och borgmästaren Johan Trolle. Därefter ägdes den av assessoren J. A. Berndes och fänriken Israel Trolle. Därefter innehades gården av Johan Söderpalm, som ärvde den efter sin svärfader, assessoren Berndes. Från 1853 till 1859 ägde han endast 1 1⁄2 mantal, som sistnämnda år såldes till geschwornern Karl Bratt och 1875 av honom till häradshövdingen Hugo Laurenius.